# Bohinjska Bela
Bohinjska Bela – wieś w Słowenii, w gminie Bled. W 2018 roku liczyła 547 mieszkańców.